# Phased-Array-Antenne

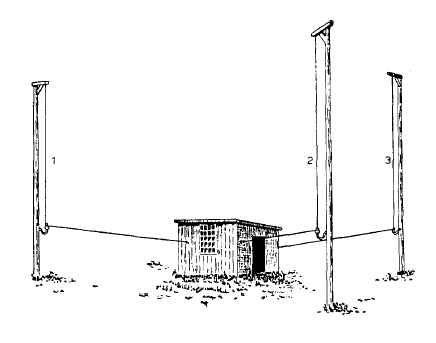
Dreieckige vertikal polarisierte Phased-Array-Antenne, F. Braun, Frühjahr 1905

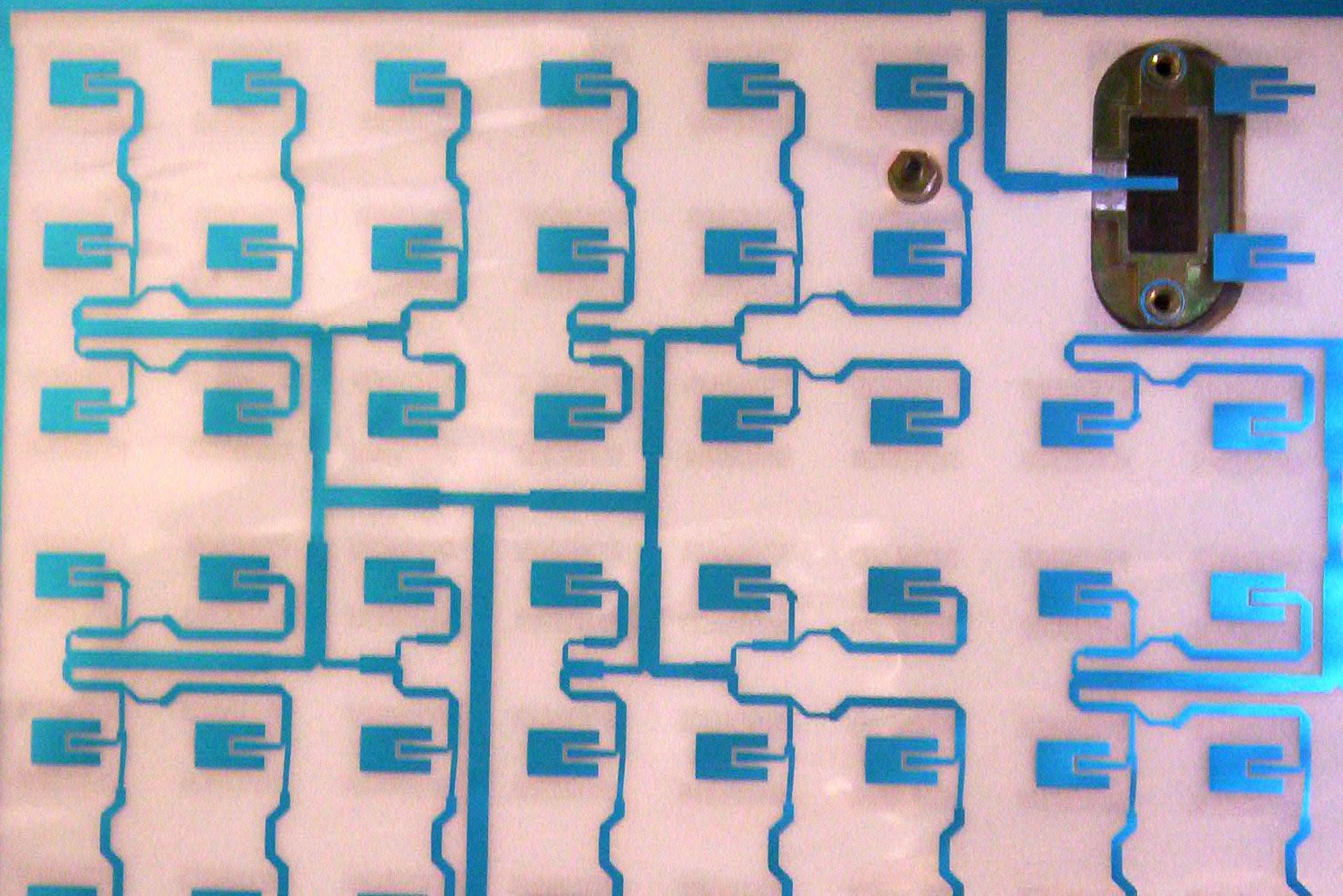
Detail einer fixed Beam Panelantenne, die gleiche Phasenlage aller Strahler-Elemente (Rechtecke) wird durch definierte Längen der speisenden Streifenleitungen erreicht

Animiertes Diagramm 1-dimensionalen Beam Phased-Array-Antenne. TX = Sender, Φ = Phasenschieber, A = Antennen-Array, C = Computer, Θ = Abstrahlwinkel. Die roten Linien sind die Wellenfronten

Eine Phased-Array-Antenne (von englisch phased array‚ phasengesteuertes Feld) ist ein amplituden und phasengesteuertes, horizontales und/oder vertikales Antennen-Array (Gruppenantenne), welches aus vielen einzelnen Antennenelementen besteht. Die Anordnung der Antennen kann, sowohl 1-dimensional, z. B. als horizontale oder vertikale Antennenzeile erfolgen, 2-dimensional, entweder aus Einzelantennen oder vertikalen Antennen-Arrays. Diese können die linien-, kreisförmig oder als in einem Dreieck bzw. Viereck angeordnet sind.
Durch die vertikale und horizontale Anordnung der einzelnen Antennenelemente, sowie die phasen- und amplituden-gerechte Ansteuerung der einzelnen Antennenelementen (Einzelstrahlern) oder als Arrays zusammengefassten Einzelantennen, die jeweils nur einen kleinen Antennengewinn und ein breites Antennendiagramm besitzen, ergibt sich durch Bündelung der Strahlungsenergie der einzelnen Antennenelemente im Fernfeld ein gemeinsames, gewünschtes Antennendiagramm in einer gewünschten Richtung und/oder Elevationswinkel mit höherem Antennengewinn, als die verwendeten einzelnen Antennenelemente. Eine Phased-Array-Antenne besitzt somit die gleiche Wirkung wie eine entsprechend groß dimensionierte Richtantenne, z. B. Hornstrahler, Cylindrical Parabolic Reflector Antennap.346, chpt.12.8 oder Parabolantenne.
Durch winkel-abhängige, konstruktive und destruktive Überlagerung der, von den einzelnen Antennenelementen abgestrahlten Signale, ergibt sich das gewünschte horizontale bzw. vertikale Strahlungsdiagramm und der Antennengewinn einer Phased-Array-Antenne., 
Eine Phased-Array-Antenne kann sowohl
- horizontal, vertikal, elliptisch oder zirkular polarisiert sein, als auch
- eine feste unveränderliche Einspeisung aller Einzelantennen einer horizontalen Antennenzeile besitzen, z. B. ILS-LLZ-Antennen-Array mit horizontaler Polarisation oder vertikal polarisierten vertikalen Antennenzeile, z. B. Hogtrough-Antenne für SSR- und IFF-Interrogatoren. Bei einer vertikalen Antennenzeile, z. B. DME-Interrogator-Antennen-Array, kann durch die Speisung ein cosecans² förmiges Elevationspattern, sich als gewünschtes aber unveränderliches Strahlungsdiagramm (Fixed Beam) ergeben
- eine feste, unveränderliche Einspeisung von einem horizontalen Antennen-Array das aus einer Kombination von vertikalen Phased-Antennen-Arrays besteht, z. B. LVA-Antennen-Arrays für SSR- und IFF-Interrogatoren, ergibt durch die vertikalen Arrays ein  unveränderliches cosecans²-förmiges Elevationsdiagramm, während die horizontale Anordnung und Speisung der vertikalen Arrays für ein unveränderliches Horizontaldiagramm mit einen hohen Gewinn bei minimalen Nebenkeulen sorgt
- jede Einzelantenne eines planaren 2-dimensionalen Phased-Antennen-Arrays kann gezielt gespeist werden, wodurch sich das erzeugte Strahlungsdiagramm innerhalb, durch konstruktive Maßnahmen vorgegebenen  Winkelbereichen, vertikal und/oder horizontalen beliebig Scannen lässt (Scanning Beam), was auch als Beamsteering bezeichnet wird[5]
- kreisförmig angeordnete 2-dimensionale Phased-Arrays erlauben eine Erfassung von 360° können mechanisch drehende Antenne ersetzen (Rotating Beam)

Es sind also sowohl eindimensionale, horizontale oder vertikale, gekrümmte oder kreisförmige Anordnung Phased-Arrays möglich, z. B.:
- 1-dimensionale horizontale, Fixed Beam Phased-Antennen-Arrays bestehen aus einer horizontalen Zeile aus einzelnen Antennenelementen, z. B. ILS-LLZ-Antennen-Array,
- 1-dimensionale vertikale, Fixed Beam Phased-Antennen-Arrays bestehen aus einer vertikalen Zeile aus einzelnen Antennenelementen, z. B. DME-Interrogator-Antennen-Array,

als auch 2-dimensionale planare, gekrümmte oder kreisförmige Anordnung Phased-Arrays möglich
- 2-dimensionale vertikale und horizontale, Fixed Beam Phased-Antennen-Arrays bestehen aus vertikalen und horizontalen Antennen-Arrays, z. B. LVA-Antennen-Arrays für SSR- und IFF-Interrogatoren
- 2-dimensionales scanning beam Phased-Antennen-Arrays mit einzeln ansteuerbaren Antennen erlauben das vertikale und horizontale Scannen der Antennenkeule, z. B. PSR, PAR
- 2-dimensional im Kreis angeordnete Rotating Beam Phased Arrays, die so eine mechanisch drehende Antenne ersetzen können, z. B. für SSR- und IFF-Interrogatoren[6], [7], [8], [9] oder TACAN-Transponder[10], [11]

1-dimensionale Phased Array Antennen bestehen, entweder aus einer horizontalen, oder einer vertikalen Zeile von einzelnen Antennenelementen, oder aus vertikalen und/oder horizontalen Zeilen von einzelnen Antennenelementen die ein 2-dimensionales Phased-Array bilden. Dabei ist zu unterscheiden, ob ein Phased-Array aus Einzelantennen für ein fixes Antennendiagramm in Azimut und Elevation mit maximalem Gewinn und möglichst minimalen Nebenzipfeln im Antennendiagramm optimiert ist, oder ob durch ein Phased-Array aus Einzelantennen ein sogenanntes Beam Steering möglich ist; bei dem die Antennenkeule horizontal und/oder vertikal innerhalb definierter Grenzen elektronisch geschwenkt oder escan (Electronic Scanning) werden kann.
2-dimensionale Phased-Array-Antennensysteme können, sowohl aus einer symmetrischen Anordnung von einzelnen Antennenelementen für Beam-Steering bestehen, d. h. sie besitzen horizontal und vertikal den gleichen Abstand zueinander, oder sie bestehen aus einer Kombination von einzelnen 1-dimensionalen Phased-Array-Antennen, die zu einer 2-dimensionalen Gruppe aus Phased-Array-Antennen zusammengeschaltet werden, z. B. bei Large-Vertical-Array (LVA) für Sekundärradar- und Freund-Feind-Erkennungs-Radarsensoren aus einzelnen vertikalen Phased-Array-Antennenzeilen. Bei LVA-Antennen muss weder der vertikale noch horizontale Abstand der einzelnen Antennenelemente gleich sein, sondern richtet sich nach alleine nach dem benötigten maximalen Antennengewinn und Antennendiagram im Azimut, der durch die Anzahl, horizontale Anordnung und Speisung der vertikalen Phased-Array-Antennenzeilen und der Elevation die durch die vertikale Anordnung und Speisung der vertikalen Phased-Array-Antennenzeilen bestimmt wird.

## Geschichte

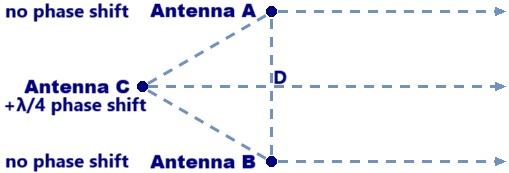
Prinzipieller Aufbau einer Phased-Array-Antenne aus drei in einem gleichseitigen Dreiecks angeordneten vertikal polarisierte Monopolantennen, F. Braun, Frühjahr 1905

Bereits im Frühjahr 1905 wurde unter Ferdinand Braun durch Mandelstam und Papalexi eine Dreieckige vertikal polarisierte Phased-Array-Antenne mit Richtwirkung entwickelt. Die Antennenanordnung bestand aus drei vertikal polarisierten Monopol-Antennen A, B, und C, die in den Ecken eines gleichseitigen Dreiecks angeordneten waren, wobei die Strecke C D des Dreiecks einer viertel Wellenlänge (λ/4) entsprach, (s. 1. Bild). Wurden A und B gleichphasig, aber C um λ/4 verzögert angeregt, dominierte die Strahlung in Richtung C D. Durch Vertauschung der um λ/4 phasenverschobenen Antenne, ließ sich eine Drehung der bevorzugten Richtung von je 120° erzielen, auch solche von je 60°.
Ab den 1930er Jahren wurden Yagiantennen für Radarsensoren zu Gruppen angeordnet und fix, oder veränderlich phasensynchron gespeist, um bei Radarsensoren durch Zusammenschaltung von einzelnen Antennenelementen den Gewinn und die Richtcharakteristik eines Antennen-Arrays zu verbessern, z. B. beim Lichtenstein Radar. Andere Antennenvarianten nutzten große Reflektorfächen, vor denen die einzelnen Dipol-Antenenelemente angeordnet waren, z. B. der Freya-Radarsensor. Elektronischer Strahlschwenkung besaß um 1944 z. B. die Mammut Radarsensoren. Ungefähr zeitgleich begann die Entwicklung von Radarsensoren, die Parabolantennen nutzten, z. B. Würzburg Radarsensor. Den Begriff Phased-Array-Antennen gab es noch nicht, stattdessen wurde das Prinzip von John. D. Kraus im Jahr 1950 als Punkstrahler-Arrays (en. Arrays of Point Sources) bezeichnet.chpt.4
Erst sehr viel später wurden flache Phased-Array-Antennen-Arrays mit variablen, horizontalem und vertikalem Beamsteering entwickelt, die 2-dimensionales Beam-scanning ermöglichten. Wenn sich die Einzelstrahler variabel ansteuern lassen, ist das Antennendiagramm der Gesamt-Antenne elektronisch schwenkbar (escan, von engl. electronic scanning oder Beam-Steering). Eine escan- oder Beam-Steering-Antenne besitzt somit die Eigenschaften einer mechanisch schwenkbaren Richtantenne, mit dem Vorteil, dass das sie die Antennenkeule schneller horizontal und/oder vertikal schwenken kann, da keine große und schweren Antenne(n) mechanisch geschwenkt werden müssen.
Elektronisch schwenkbare escan Phased-Array-Antennen werden z. B. in Radaranlagen, Mobilfunk-Basisstationen oder in der Raumfahrt verwendet. Eine Weiterentwicklung der Phased-Array-Technologie ist das Synthetic Aperture Radar.
Seit ca. 1940 wurden die ersten Phased-Antennen-Arrays eingesetzt. Diese bestehen aus einem horizontalen Phased-Antennen-Array aus mehreren einzelnen Alford-Loop-Antennenelementen. Die einzelnen Alford-Loop-Antennenelementen werden von parallel betriebenen Sendern jeweils mit Signalen gespeist, deren Amplituden und Phasen so dimensioniert sind, dass sich bei der Überlagerung der einzelnen Signale im Raum die gewünschtes Antennendiagramme ergeben. Dies wird z. B. bei Landeskurs- und Gleitwegsendern des Instrumentenladesystems genutzt. Hierbei sind die zu erzeugten Antennendiagramme durch die gewünschte Nutzung (z. B. im Anflugbereich eines Flughafens) vorgegeben. Will man ein Antennendiagramm ändern, so müssen die Amplituden und Phasen im Speise-Netzwerk der Array-Antenne entsprechend justiert werden.
Aus einem Hohlleiter bestehende vertikale Schlitzantennen-Arrays dienten an sowjetischen Radargeräten (1970er Jahre) bei Frequenzen um 1 GHz neben der Hauptantenne zum Empfang der Freund-Feind-Kennung, da diese aufgrund ihrer Verzögerung nicht von der stark bündelnden, inzwischen weitergedrehten Hauptantenne empfangen werden konnte.
Die zuvor genannten Phased-Antennen-Arrays haben die Aufgabe, die Antennenkeule zu formen und 1- oder 2-dimensional im Raum zu positionieren, um so ein fix positionierte, vertikal oder horizontal scannende, oder drehende Antennenkeule zu erzeugen. Es gibt jedoch auch Varianten von Phased-Antennen-Array die bezogen auf die Horizontale gleichzeitig über 360° Signale abstrahlen, dessen Information durch Amplituden-, Phasen- oder Frequenzmodulation steckt und die abhängig vom Erfassungswinkel bezogen auf die Antenne variieren. Dadurch wird die Antennenkeule moduliert und erhält eine kontinuierlich drehende Modulation der omnidirektionalen Antennenkeule. Dies findet z. B. bei den Flugnavigationsfunkanlagen z. B. seit ca. 1950 VOR, VOT, seit ca. 1954 TACAN, seit ca. 1960 DVOR Anwendung.

## Einsatz
Prinzipiell sind alle Gruppenantennen und Panelantennen auch Array-Antennen, sie besitzen jedoch eine unveränderlich gleiche Phasenlage aller Strahler zueinander. Sie werden zum Satellitenempfang (Wetter- und Kommunikationssatelliten), bei Mobilfunkstationen, Rundfunksendern (UKW, VHF, UHF) und an Radaranlagen eingesetzt. Mit durch Umschalten der Phasenlage eingeschränkt wählbarer Sende- und Empfangsrichtung arbeiten 4-Square-Antennen, die im Amateurfunk zum Einsatz kommen.
Die Bündelung ist umso stärker, je größer die Querausdehnung der Antenne ist. Daher sind Antennen für den Mobilfunk vertikal gestapelt, Radarantennen hingegen horizontal. Durch gezielte Steuerung der Phasenlage kann das Richtdiagramm asymmetrisch beeinflusst werden, z. B. um ein Aufklärungsradar mit einem auch nach schräg oben erweiterten Richtdiagramm zu versehen, es jedoch nach unten zu begrenzen.
Bei Radargeräten werden oft auch elektronisch schwenkbare Phased-Array-Antennen eingesetzt. Da die Antenne nicht mechanisch bewegt werden muss, die schnelle und genaue Verfolgung eines beweglichen Ziels möglich. Beispiele sind Flugabwehrraketen-Systeme wie das amerikanische Patriot und die russischen S-300P und 9K330 Tor.
Phased-Array-Radare unterscheiden sich in zwei Grundtypen: Die oben beschriebene wird englisch Passive Electronically Scanned Array (PESA) genannt, also mit passiver elektronischer Strahlschwenkung. Die zweite Variante des Phased-Array-Radars ist das AESA-Radar, bei dem jedes einzelne Sende- bzw. Empfangselement eine HF-Quelle besitzt. Es wird vor allem in Kampfflugzeugen aufgrund des reduzierten Gewichts und der Größe eingesetzt.
| Vorteile | Nachteile |
| --- | --- |
| - Strahlschwenkung im Mikrosekundenbereich - sehr flexible Antennencharakteristik (Richtstrahler, Fächerstrahler, Sektorstrahler) - hohe mögliche Richtwirkung, bis hin zum Fokusieren der Sendeenergie auf einen Punkt in beliebiger Entfernung (Brennglaseffekt) - keine komplexe Form der Antenne nötig, eine flache, rechteckige Fläche genügt - hohe Redundanz durch hohe Anzahl an Sende- bzw. Empfangselementen | - hoher Technikaufwand, hohe Kosten - eingeschränkter Bereich des Richtwinkels (technisches Maximum ± 60°, wirtschaftlich < 30°). - hohe Präzisionsanforderungen an die Elemente, die zur Phasenverschiebung nötig sind. - geringe Bandbreite der Antenne, da die geometrischen Abstände der Sendeelemente untereinander durch die Wellenlänge vorgegeben ist |

## Technologie

### Funktion
Die Gruppenantenne nutzt die Phasenverschiebung {\displaystyle \Delta \phi } der in einer Matrix angeordneten Sendeelemente, um durch Interferenz eine Bündelung zu erzielen. Die Sendeenergie wird in der gewünschten Richtung verstärkt, während die unerwünschten Richtungen durch destruktive Interferenz ausgelöscht werden. Die einzelnen Sendeelemente benötigen hierbei keine Bündelungseinrichtungen.

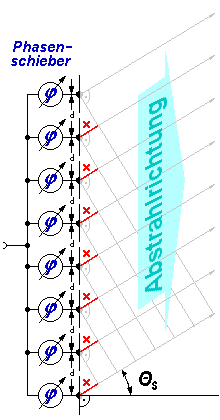
Durch schrittweise verzögerte Speisung der Einzelstrahler wird das Gesamtdiagramm geschwenkt.

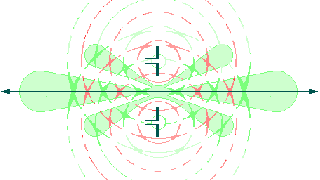
Phasengleichheit: Das gemeinsame Diagramm beider Einzelleistungen ist die Hauptrichtung.

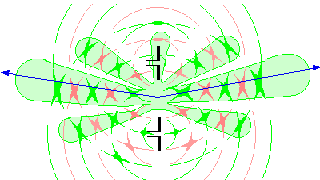
Phasenlage des unteren Strahlers ist etwas früher als der obere, das Diagramm wird leicht nach oben geschwenkt.

Um etwa den Abstrahl- bzw. Empfangswinkel nach oben zu verlagern, muss nur der Phasenwinkel der unteren Elemente früher einsetzen, der Phasenwinkel der oberen Elemente entsprechend später. Durch die Laufzeitunterschiede hat die Energie der unteren Strahler nicht mehr in der Antennenmitte, sondern weiter oben Phasengleichheit mit der Energie der oberen Strahler. Dadurch wird die Wellenfront gegenüber der Antennenfläche angewinkelt, und der Abstrahlwinkel neigt sich nach oben. Die Phasendifferenz zwischen den Strahlern (in der Grafik als x bezeichnet) ist zwischen den Antennenelementen konstant und eventuelle Laufzeitunterschiede in der Zuleitung müssen mit berücksichtigt werden.
Wenn eine unterschiedliche Phasendifferenz eingestellt wird, indem zum Beispiel der Phasenwinkel der äußeren Elemente nach- und der der inneren vorgestellt wird, so wird die Bündelung der Gesamtantenne verändert, das heißt, die Antennendiagrammform ändert sich. Diese Methode wird bei einem Multimode-Radar genutzt, um von einem breiteren Diagramm zur Zielsuche auf ein sehr schmales Diagramm zur genauen Zielbegleitung umzuschalten.
Für ein sehr schmales Antennendiagramm werden sehr viele Einzelstrahler benötigt, deren Phasendifferenz {\displaystyle \Delta \phi } zwischen den Strahlern sich zum Rand der Antennengruppe hin addieren. Die Phasenschieber müssen also eine Phasenverschiebung von fast 360° erreichen und diese Phasenverschiebung muss extrem schnell realisiert werden. In der Praxis werden verschiedene Umwegleitungen verwendet, die bei einem mit einem 16-Bit-Steuerwort geschalteten 4-Bit-Phasenschieber in Schritten von 22,5° in die Speiseleitung geschaltet werden. (Dieses Steuerwort muss auch Informationen zur Adressierung enthalten.)
Das Luftverteidigungsradar RRP 117 verwendet eine Phased-Array-Antenne mit 1584 Einzelstrahlern, die horizontal in Gruppen zusammengefasst sind, da dieses Radar seine Antenne dreht und das Antennendiagramm nur im Höhenwinkel elektronisch schwenken muss.
Der Abstrahlwinkel {\displaystyle \Theta _{S}} kann zwar theoretisch fast ±90° betragen. In der Praxis werden aber nur maximal ±60° erreicht, da die Bündelung des Antennendiagramms sich mit größer werdendem Abstrahlwinkel rapide verschlechtert. Für eine Suche im Vollkreis um die Antenne herum werden in der Praxis drei Antennengruppen im Winkel von 120° verteilt oder besser noch vier Gruppen im Abstand von 90°, wie es zum Beispiel beim APAR, einem Radargerät der Marine, verwendet wird.

### Anordnungsmöglichkeiten

#### Frequenzabhängige Strahlschwenkung
Die frequenzabhängige Strahlschwenkung ist ein Sonderfall der Phased-Array-Antenne, bei welcher die Strahlschwenkung völlig ohne Phasenschieber durch die Sendefrequenz gesteuert wird. Die Strahlschwenkung ist eine Funktion der Frequenz.
Eine vertikale Antennengruppe wird seriell gespeist. Auf der Grundfrequenz erhalten alle Strahler eine Leistung gleicher Phase durch konstruktiv gleiche Umwegleitungen, die eine Phasenverschiebung von n · 360° bewirken. Alle Strahler strahlen also mit gleicher Phase zur gleichen Zeit. Der resultierende Strahl befindet sich somit senkrecht zur Antennenebene.
Wenn die Sendefrequenz um wenige Prozent erhöht wird, stimmt aber die konstruktiv festgelegte Länge der Umwegleitungen nicht mehr. Die Umwegleitung ist nun etwas zu lang. Es tritt eine Phasenverschiebung von Strahler zu Strahler auf. Der erste Strahler strahlt diese wenigen Prozent zeitlich früher ab, als der nächste benachbarte Strahler, und so weiter. Der resultierende Strahl ist also um den Winkel {\displaystyle \Theta _{S}} nach oben geschwenkt.
Diese Art der Strahlschwenkung ist zwar sehr einfach aufgebaut, ist aber auf wenige fest installierte Sendefrequenzen beschränkt. Neben der Störanfälligkeit sind auch noch mehr Einschränkungen hinzunehmen, zum Beispiel kann dieses Radargerät keine Pulskompression verwenden.

#### Lineare Arrays

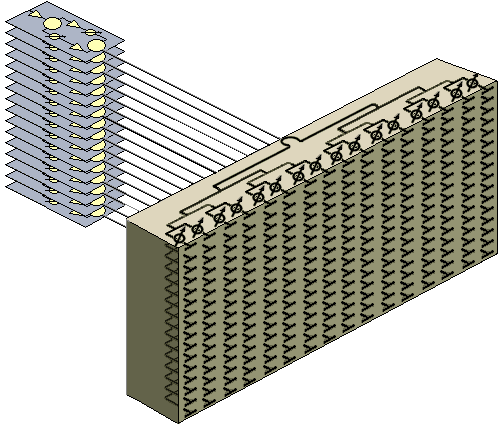
Planares Array, jedes Antennenelement verfügt über einen eigenen Phasenschieber.

Lineare Phased-Array-Antennen bestehen aus Zeilen, die gemeinsam über einen Phasenschieber gesteuert werden. Eine Vielzahl senkrecht übereinander angeordneter linearer Arrays bilden eine ebene Antenne.
- Vorteil: einfache Anordnung
- Nachteil: Strahlschwenkung nur in einer Ebene möglich

#### Planare Arrays
Planare Phased-Array-Antennen bestehen vollständig aus Einzelelementen mit jeweils einem Phasenschieber pro Element. Die Elemente werden wie in einer Matrix angeordnet, die ebene Anordnung aller Elemente bildet die gesamte Antenne.
- Vorteil: Strahlschwenkung in zwei Ebenen möglich
- Nachteil: komplizierte Anordnung und sehr viel mehr gesteuerte Phasenschieber

### Kreisgruppen-Antennen
Es gibt Gruppenantennen, bei denen die Antennenelemente im Kreis angeordnet sind. Dazu gehört die Wullenwever-Antenne. Sie wird bevorzugt zum Peilen von Funksignalen verwendet.

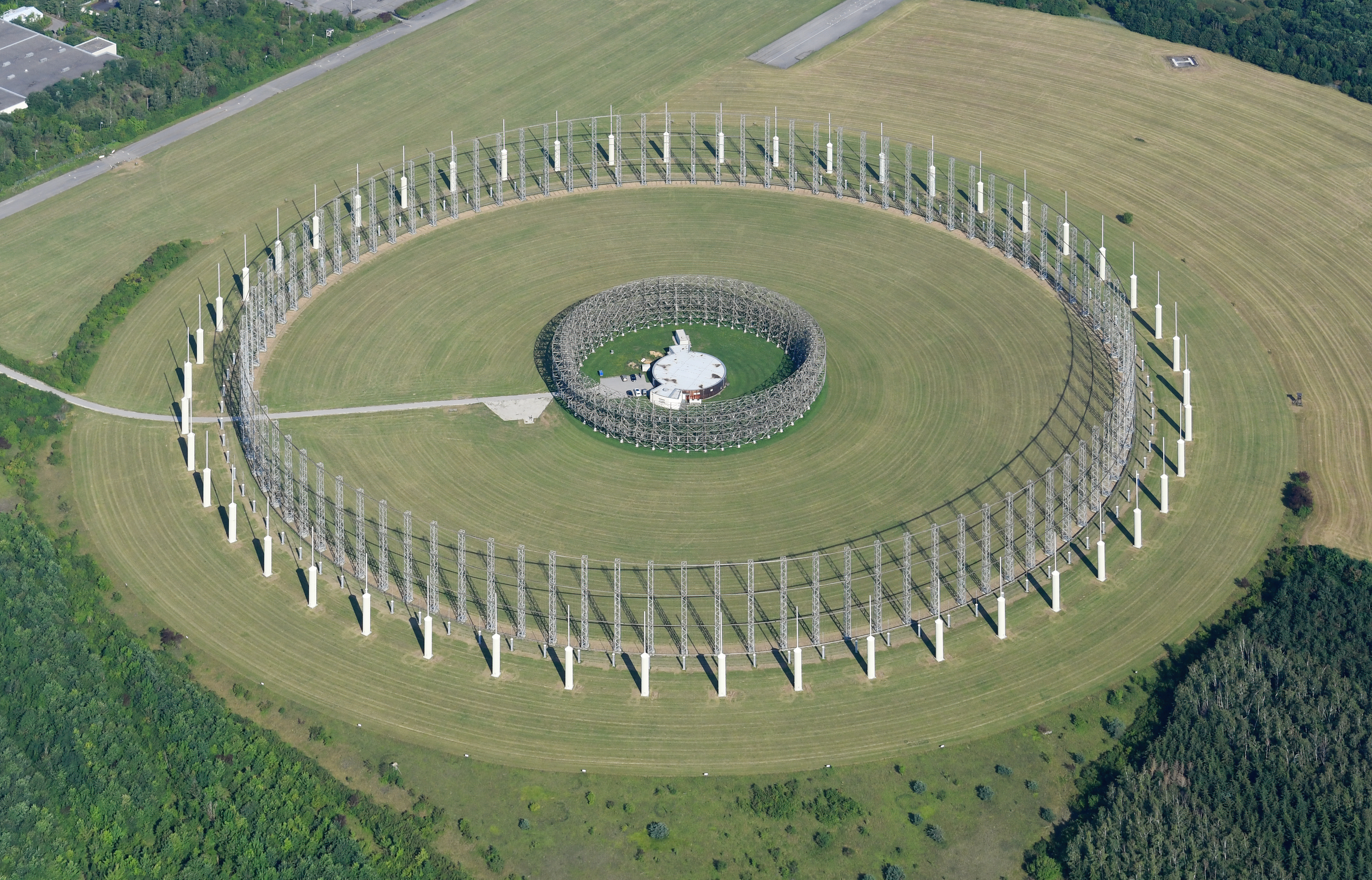
Kreisgruppe vom Typ Wullenwever

### Speisung der Phased-Array-Antennen
Phased-Array-Antennen können leitungs-gespeist sein, dann wird die Energie durch Koaxialkabel oder durch Hohlleiter seriell oder parallel zu den Antennenelementen geführt. Alternativ dazu kann die Speisung auch durch einen zentralen Strahler, also mit bereits abgestrahlter Energie erfolgen: Die Antennen nennt man dann „strahlungs-gespeist“.

#### Serienspeisung

Serienspeisung

Bei der Serienspeisung der Phased-Array-Antennen werden die Strahlerelemente nacheinander mit der Sendeleistung versorgt. Die dabei größer werdende Phasenverschiebung durch die längere Zuleitung muss bei der Einstellung der Phasenschieber berücksichtigt werden. Eine Frequenzänderung ist so ohne weiteres bei einer Serienspeisung nicht möglich. Sollte dennoch eine Frequenzänderung vorgenommen werden, muss der Rechner auch die Phasenverschiebung neu berechnen (oder meist in der Programmierpraxis: eine andere Phasenwinkeltabelle nutzen).
Beispiele:
- AN/SPS-48
- ST-68U

#### Parallelspeisung

Parallelspeisung

Bei der Parallelspeisung der Phased-Array-Antennen wird die Sendeleistung an jedem Knoten gleichphasig aufgeteilt. Jedes Strahlerelement hat also eine gleich lange Zuleitung und wird demzufolge gleichphasig versorgt. Das hat den Vorteil, dass der Computer die Länge der Zuleitungen bei der Berechnung der Phasenverschiebung ignorieren kann und dass die Phasenverschiebung nicht zusätzlich frequenzabhängig ist.
Beispiele:
- RRP 117
- AN/TPS-77

#### Strahlungsspeisung
Bei der Strahlungsspeisung wird die Sendeenergie über eine zentrale Primärantenne auf eine Antennenmatrix verteilt. Das kann einerseits von hinten geschehen und die Antennenmatrix mit den Phasenschiebern leitet die Energie hindurch (Transmissionstyp). Alternativ dazu kann auch die Strahlungsspeisung von vorn geschehen, dann wird die Energie durch die Elemente der Antennenmatrix empfangen, mit dem Phasenschieber verzögert, an einer Fehlanpassung reflektiert und wieder abgestrahlt (Reflexionstyp).
Beispiele:
- Flugabwehrraketensystem MIM-104 Patriot (Transmissionstyp)
- Flugabwehrraketensystem S-300P (Reflexionstyp)

## Radargeräte mit Phased-Array-Antennen
Escan Phased-Array-Antennen werden derzeit noch weitestgehend in militärischen Primär-Radargeräten eingesetzt. Dies begründet sich darin, das der benötigte vertikale und horizontale Erfassungsbereich von SRE (Surface Radar Equipment, z. B. SRE-M), ASR (en. Airport Surveillance Radar) und ASDE (en. Airport Surveillance Detection Equipment) für die zivile Flugsicherung keinen Vorteil von einem horizontalen und/oder vertikale Beamsteering hat. Das Präzisionsanflugradar (engl. Precision Approach Radar, PAR) für die Anflugkontrolle stellt eine Ausnahme dar. Zwar sind von der Internationalen Zivilluftfahrtorganisation ICAO noch Kriterien für GCA (en. Ground Controlled Approach) Anflüge definiert, jedoch wurden GCA-Anflüge unter Nutzung von Präzionsanflugradare weitestgehen weltweit durch Instrumentenlandesysteme (engl. Instrument Landing System, ILS), und zu einem kleinen Teil auch durch GBAS-Systeme (en. Ground Based Augmentation System) ersetzt.
Escan Beamsteering wird sowohl für eine fest in eine Richtung ausgerichtete Phased-Array-Antenne, als auch für drehende oder horizontal und/oder vertikal schwenkende Primärradar-Sensoren verwendet. Die Kosten für Phased-Array-Antenne waren am Anfang größer, als die Kosten für mechanisch schwenkende oder scannende Antennen und wurden nur für militärische Nutzungen eingestzt. Der Vorteil gegenüber einer mechanischen drehenden oder schwenkenden Antenne war sowohl die innerhalb definierter Gernzen flexibel ausrichtbare Antennenkeule als auch die höhere Geschwindigkeit mit der eine escan Antenne die Antenenkeule im vergleich zu einer mscan (en. mechanical scanning) Antenne ausrichten kann.
Durch den Einsatz der Technologien der digitalen Strahlschwenkung ist es sogar möglich die Antenne während der Empfangszeit gleichzeitig in mehrere Strahlrichtungen zu fokussieren. Daraus ergibt sich ein universell verwendbares Multifunktionsradar, welches mehrere ältere, hochspezialisierte Radargeräte sowohl für Luftraumaufklärung, Navigation und Zielbegleitung/Zielverfolgung ersetzt. Der Nachteil eines eingeschränkten Beobachtungssektors wird durch den Einsatz mehrerer Antennen wirkungsvoll ausgeglichen. Eine sogenannte 3{\displaystyle \pi }-Antenne, die gleichzeitig alle Richtungen innerhalb einer Halbkugel um die Antenne herum abdecken kann (2{\displaystyle \pi } für 360° im Seitenwinkel und ein weiteres {\displaystyle \pi } für die 180° im Höhenwinkel), wurde vom Fraunhofer-Institut für Hochfrequenzphysik und Radartechnik unter dem Namen Krähennest-Antenne entwickelt und patentiert.
Verschiedene Phased-Array-Antennen mit unterschiedlich ausgeprägtem Grad der Agilität der Strahlschwenkung sind mittlerweile weit verbreitet. Es werden elektronisch starre Antennen (LVA-Antenne) für die Flugsicherung verwendet, um ein spezielles Antennendiagramm zu erzeugen. Eine Form der frequenzabhängigen Strahlschwenkung wird mit Schlitzantennen und dem FMCW-Radarverfahren in der Sicherungstechnik als Barriereradar angewendet. Fix ausgerichtete elektronisch horizontal und vertikal schwenkende lineare Arrays werden bei Primärradar-Radarsensoren z. B. PAR-80 verwendet, während die Phased-Array-Antenne bei AD-SRE-Radarsensoren um 360° drehen, z. B. RRP-117.
Planare Arrays, die teilweise auf eine mechanische Bewegung völlig verzichten, werden zum Beispiel beim APAR, AN/MPQ-53 sowie beim Cobra Dane verwendet. Als besonders vorteilhaft wirkt sich aus, dass planare Arrays ein mögliches Nicken, Gieren und Rollen eines luftgestützten oder maritimen Antennenträgers elektronisch ausgleichen können. Die Verteilung der einzelnen Strahlerelemente einer Phased-Array-Antenne muss nicht immer nur in einer ebenen Fläche erfolgen. Es werden bereits Antennen gebaut, die sich in ihrer geometrischen Form zum Beispiel dem aerodynamischen Querschnitt der Vorderkante eines Flugzeugflügels exakt anpassen.

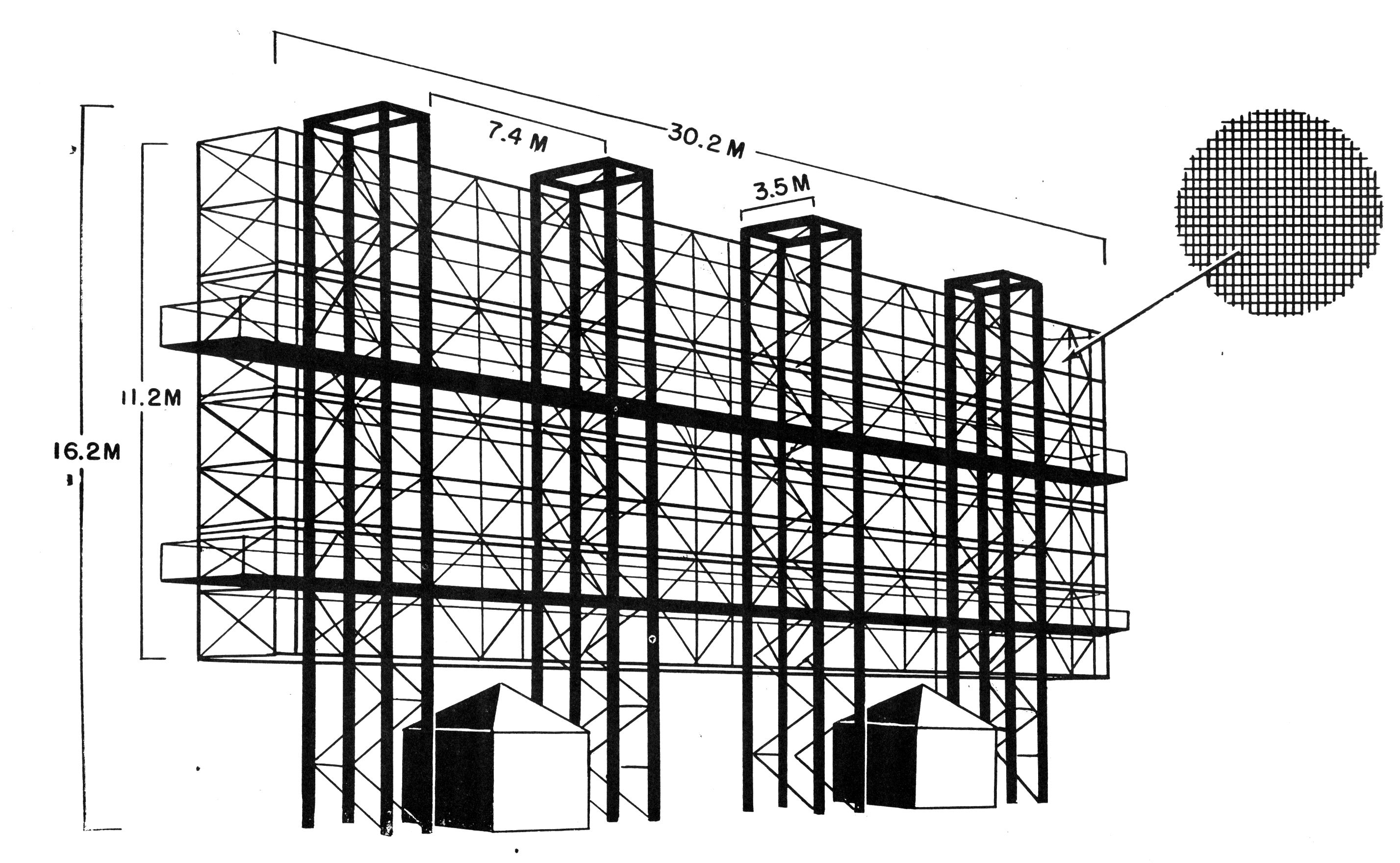
Zeichnung der deutschen Fernsuchanlage FuMG 41/42 Mammut
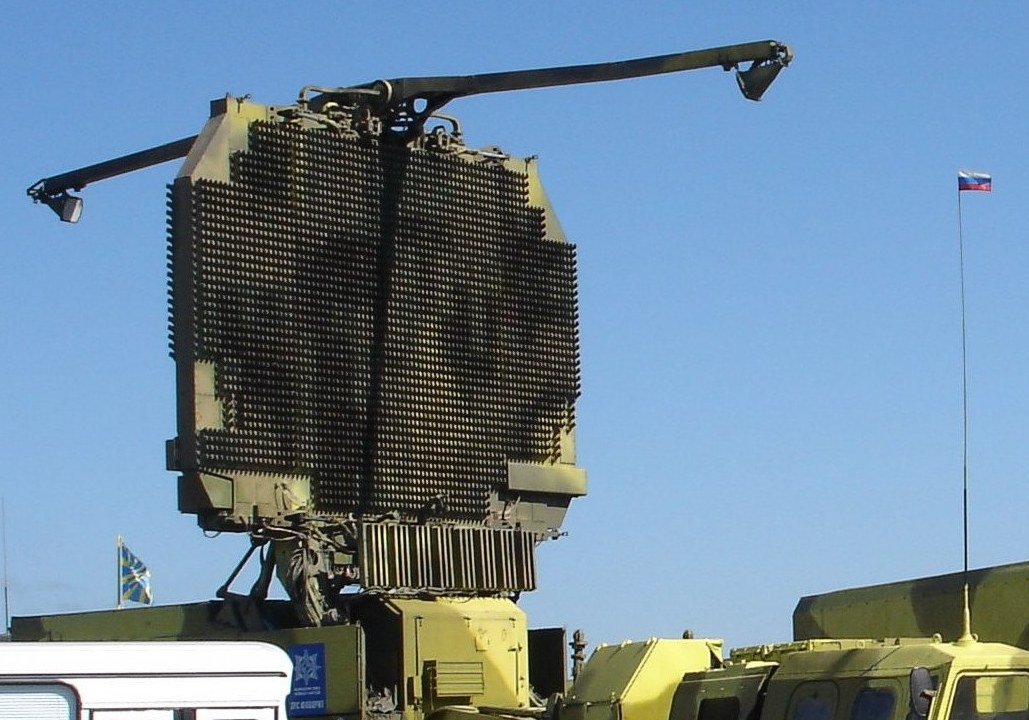
Aufklärungs- und Überwachungsradar des russischen Flugabwehrraketenkomplexes S-300P
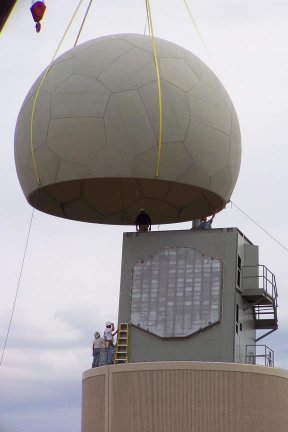
Installation eines Phased-Array-Radars
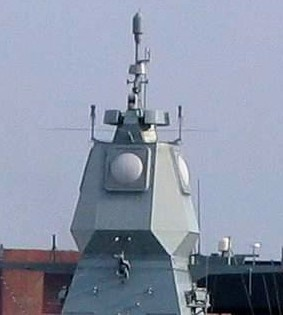
APAR auf der Fregatte „Sachsen“
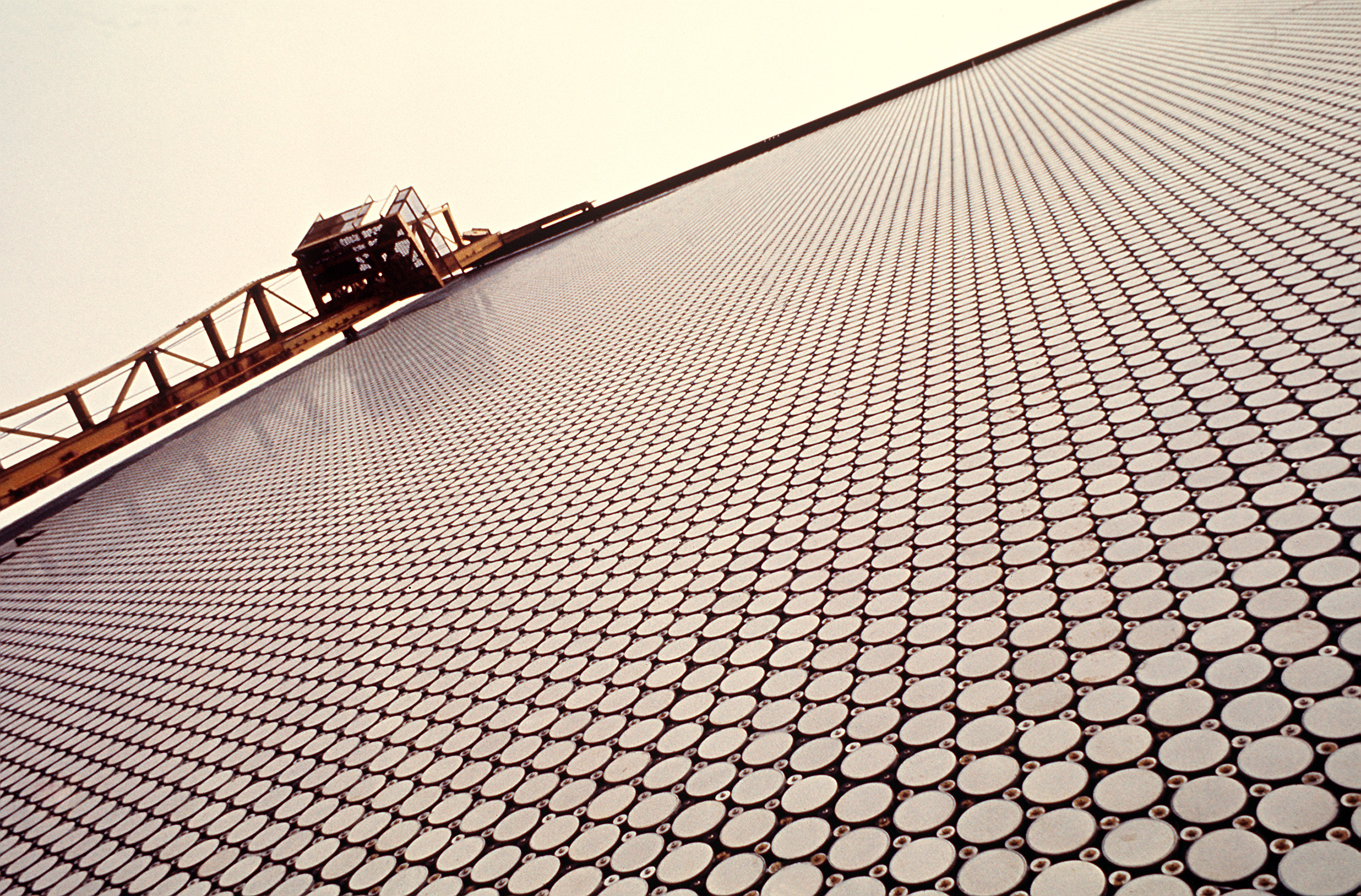
Cobra Dane: Detailaufnahme der Sendeelemente

## Instrumentenlandesystem mit Phased Array-Antenne
Landekurssender von Instrumentenlandesystemen (engl. Instrument Landing System Localizer, ILS-LLZ) nutzen Phased-Array-Antennen mit horizontaler Polarisation. Diese besteht aus bis zu 32 Antennenelementen, wobei Antennen mit 21 Elementen am weitesten verbreitet sind. Durch geeignete amplituden- und phasenrichtige Ansteuerung einzelner Antennenelemente werden bei Ein-Frequenz-Ladekurssendern (1f-ILS-LLZ) jeweils ein Antennendiagramm für das mit 90 Hz und das mit 150 Hz modulierte Signal erzeugt. Beim Zwei-Frequenz-Landerkurssender (2f-ILS-LLZ) geschieht dies separat für die  Nutzungsbereiche der Course- und der Clearance-Navigation.

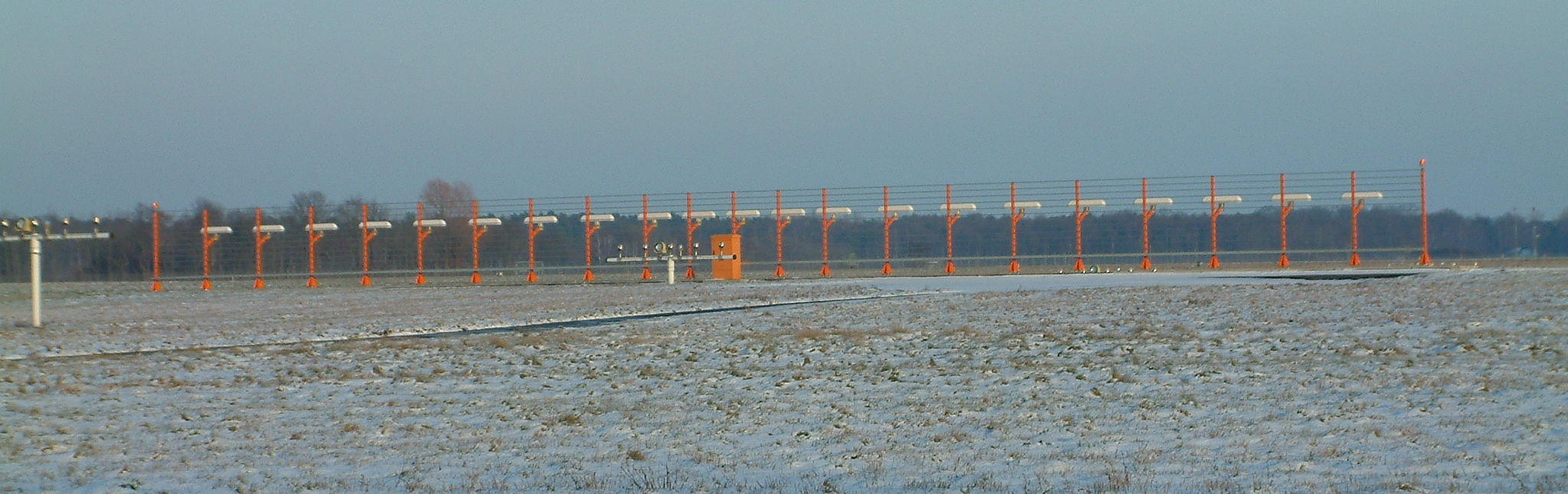
Typisches ILS-LLZ Antennen-Array des Landekurssenders eines Instrumentenlandesystems: Es besteht aus 21 Dipolantennen-Elementen vor einem Reflektor-Stäben mit ca. 50 Meter Breite (Landebahn 27R des Flughafens Hannover, Blick von der Rückseite durch die Reflektor-Stäbe)